# Abou Laith al-Libi
 (février 2009).
Si vous disposez d'ouvrages ou d'articles de référence ou si vous connaissez des sites web de qualité traitant du thème abordé ici, merci de compléter l'article en donnant les références utiles à sa vérifiabilité et en les liant à la section « Notes et références ».
Abou Laith al-Libi (« le Libyen » en arabe), né vers 1967 en Libye et mort le 29 janvier 2008 au Waziristan, est l'un des plus anciens et des plus fidèles lieutenants d'Oussama Ben Laden, le chef d'al-Qaida. Il fait partie du cercle des fidèles parmi les plus proches. 
Selon la CIA, son vrai nom est Ammar Ashur al-Rufayi, il est né vers la fin des années 1960 et est originaire de Libye.

## Biographie

### Activités terroristes
Très jeune, dans les années 1980, il s'enrôle dans la résistance des moudjahidines afghans pour combattre l'occupant soviétique lors de la guerre d'Afghanistan. Il continue le combat à leurs côtés au début des années 1990. 
Il dirige à distance le Groupe islamique combattant en Libye (GICL) aujourd'hui disparu. Cette organisation terroriste qui lutte contre le colonel Mouammar Kadhafi, se distingue en menant des attaques meurtrières à Benghazi et à Derna avant d'être mise hors d'état de nuire par les autorités libyennes. En 1994, il est en Libye, son pays d'origine, pour participe à une tentative de coup d'État contre le président Mouammar Kadhafi, mais le projet échoue et al-Libi est arrêté en 1996 en Arabie saoudite. 
Parmi ses anciens fidèles en Libye, plusieurs dizaines sont emprisonnés tandis que d'autres rejoignent massivement Al-Qaïda, formant le plus important bataillon de volontaires maghrébins en Irak ; parmi eux, certains collaborent à partir de septembre 2006 à la genèse d'Al-Qaïda au Maghreb islamique, la branche islamique fédérant les activités djihadistes en Afrique du Nord et au Sahel. 
Abou Laith al-Libi apparaît pour la première fois au grand public en juillet 2003 sur la chaine de télévision arabe MBC ; il fait ensuite son apparition de nombreuses fois sur des vidéos de propagande mises en ligne sur Internet mais aussi dans des vidéos diffusées sur certaines chaînes de télévision.
Il occupe un rôle clé dans l'organisation terroriste Al-Qaïda, en tant qu'adjoint d'Ayman al-Zawahiri, le no 2 d'Al-Qaïda, et assure le « Commandement suprême » du réseau tout au long de la frontière entre le Pakistan et l'Afghanistan, où il commande pratiquement toutes les opérations militaires en 2006 et 2007. Il s'occupe aussi de la formation des nouveaux combattants dans les camps d'entraînement de part et d'autre de la frontière.
Il serait le responsable d'un attentat ayant visé le vice-président des États-Unis Dick Cheney sur la base de Bagram en février 2007.

### Décès
Abou Laith al-Libi meurt fin janvier 2008 dans une zone tribale du nord-ouest du Pakistan, le Waziristan ; il est tué par un missile américain. Il figure alors en cinquième position sur la liste des dirigeants d'Al-Qaïda les plus recherchés par la CIA ; sa tête est mise à prix pour cinq millions de dollars. Le missile est tiré par un drone de l'armée américaine, depuis la frontière afghane, contre une maison d'un village du Waziristan qui abrite une douzaine de combattants islamistes originaires d'Asie centrale. Les autorités pakistanaises ne confirment pas sa mort et disent ne pouvoir assurer que le projectile était américain.
Le 31 janvier 2008, un de ses partisans riposte à sa mort en commettant un attentat-suicide à la voiture piégée, tuant cinq militaires pakistanais dans une ville proche du lieu où le terroriste a été tué.